# Metropolitan Line
Metropolitan Line (castellano: Línea Metropolitana) es el nombre de una línea del Metro de Londres, y aparece de color morada en los mapas de la red. Fue el primer ferrocarril subterráneo del mundo, abierto el 10 de enero de 1863; actualmente, varias secciones del trayecto original ya no forman parte de la línea Metropolitan, aunque siguen operativas bajo las líneas Hammersmith & City, District y Circle.
El trayecto actual de la línea cuenta con un tramo principal entre las estaciones de Aldgate, en la City de Londres, y Amersham; hay ramales hacia Uxbridge, Watford y Chesham. La sección inicial, partiendo desde Aldgate, va por dentro de un túnel en su mayor parte; una vez pasado Baker Street, hacia Finchley Road, la línea sale a superficie. De las 34 estaciones que dispone esta línea, solo 9 son subterráneas. Es la línea más antigua, e inicialmente cubría la mayor parte del entramado del Metro de Londres. A día de hoy es la novena línea más concurrida de toda la red.
Parte de la línea (entre Wembley Park y Moor Park) cuenta con cuatro vías, en lugar de las dos utilizadas habitualmente en la red. Este hecho permite contar con servicios expresos, o rápidos, hacia los barrios más periféricos. Muchos de los trenes que proceden de la periferia utilizan Baker Street como estación terminal. Sin embargo, otros completan todo el recorrido hasta Aldgate.
Es la línea más rápida del Metro de Londres, llegando a alcanzar los 70 mph (113 km/h) en la estación de Harrow-on-the-Hill a comienzos del siglo XXI. Aunque la velocidad se encuentra actualmente limitada a 50 mph (80 km/h), con el fin de equipararla a la permitida en la zona al norte de Finchley Road, sigue siendo una de las líneas más rápidas. Solamente los trenes del National Rail service, el servicio nacional ferroviario, alcanzan velocidades de 60 mph (97 km/h).
La línea Metropolitan, junto con la Central, es una de las dos únicas líneas del Metro que superan los límites del Gran Londres y la autovía circunvalatoria M25.

## Historia
El origen de la línea Metropolitan se encuentra en la llamada North Metropolitan Railway, nombre original de la Metropolitan Railway. En 1853 se unió a la Metropolitan District Railway para la construcción de un anillo interior (Inner Circle) ferroviario en Londres. La primera sección del anillo, abierta en enero de 1863, partía desde las cercanías de la estación de Paddington hasta Farringdon Street (actual Farringdon). Las obras, iniciadas en febrero de 1860, se basaban en la técnica del muro pantalla. Debido a las características de la técnica, que implica abrir una zanja por donde se construye el túnel, se generaron múltiples problemas de tráfico; además, el cercano río Fleet llegó a desbordarse, inundando el túnel en construcción.
Desde su inauguración hasta los años treinta, la vía ferroviaria se fue expandiendo hasta alcanzar más de 90 millas (145 kilómetros) de longitud, en parte gracias a la electrificación de las vías a partir de 1905. En 1933, el organismo encargado de la gestión del transporte público de Londres, London Passenger Transport Board, nacionalizó la Metropolitan Railway, convirtiéndola en parte del Metro de Londres con el actual nombre de línea Metropolitan. El tramo ferroviario nordoccidental de la estación de Aylesbury se cerró en 1936, aunque volvió a funcionar hacia la estación de Quainton Road desde 1943 a 1948. Ese mismo año se amplió el servicio a través de las vías de la línea District, entre las estaciones de Whitechapel y Barking. En 1939, la extensión hacia la estación de Stanmore quedó transferida a la línea Bakerloo, pasando en 1979 a formar parte desde entonces de la recién estrenada línea Jubilee. 

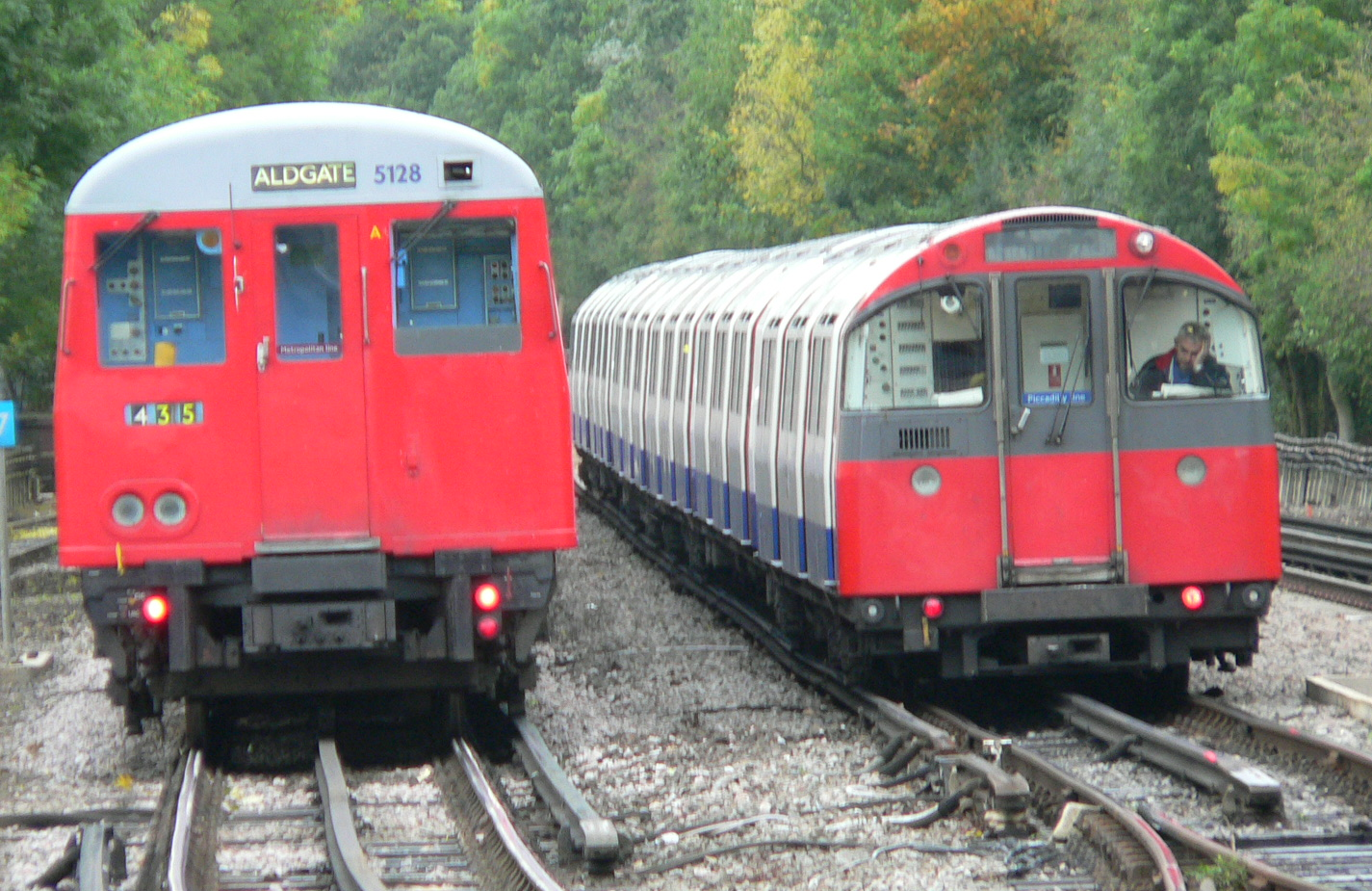
Unidad de la vieja serie A, a la izquierda, utilizada en la línea Metropolitan. La unidad de la derecha, más pequeña, es de la serie de 1973 y se utiliza en la línea Piccadilly.

Posteriores ampliaciones llevaron a que la Metropolitan Railway (más adelante la línea Metropolitan del Metro) alcanzara zonas de la periferia. Durante muchos años fue una línea muy extensa, hasta que en 1988 se realizó una importante modificación. Las líneas Hammersmith & City y East London, existentes como ramales de la Metropolitan aunque con identidad propia, se separaron para operar de forma independiente. Así, la línea Metropolitan se vio reducida a las extensiones desde Baker Street a la periferia (zona conocida como Metroland), junto con el trazado original a través de los túneles originales de la Metropolitan Railway hacia Aldgate. Las líneas Metropolitan y East London utilizaban los mismos trenes y frecuentemente se los intercambian, ya que aún existen vías que interconectan ambas líneas, aunque se han dejado de utilizar para el servicio de pasajeros.
En 1998 la línea Metropolitan fue parcialmente privatizada en una operación bastante polémica, por la que actualmente es compartida por titularidad pública y privada. Forma parte de la "Sub-Surface Railways" (ferrocarriles bajo superficie), junto con las líneas Circle, Hammersmith & City y District; las líneas y el servicio corren por cuenta pública, mientras que el mantenimiento de las instalaciones está en manos del consorcio privado Metronet.
La influencia de la línea Metropolitan en ferrocarriles subterráneos de todo el mundo ha sido inmensa. El nombre correcto del metro de París es Chemin de fer métropolitain, nombre derivado de la línea Metropolitan. Además, el actual término metro, utilizado ampliamente por todo el mundo en referencia a los trenes urbanos subterráneos, proviene de las primeras letras de la palabra Metropolitan.

## Material rodante
S8 Stock en la Metropolitan Line

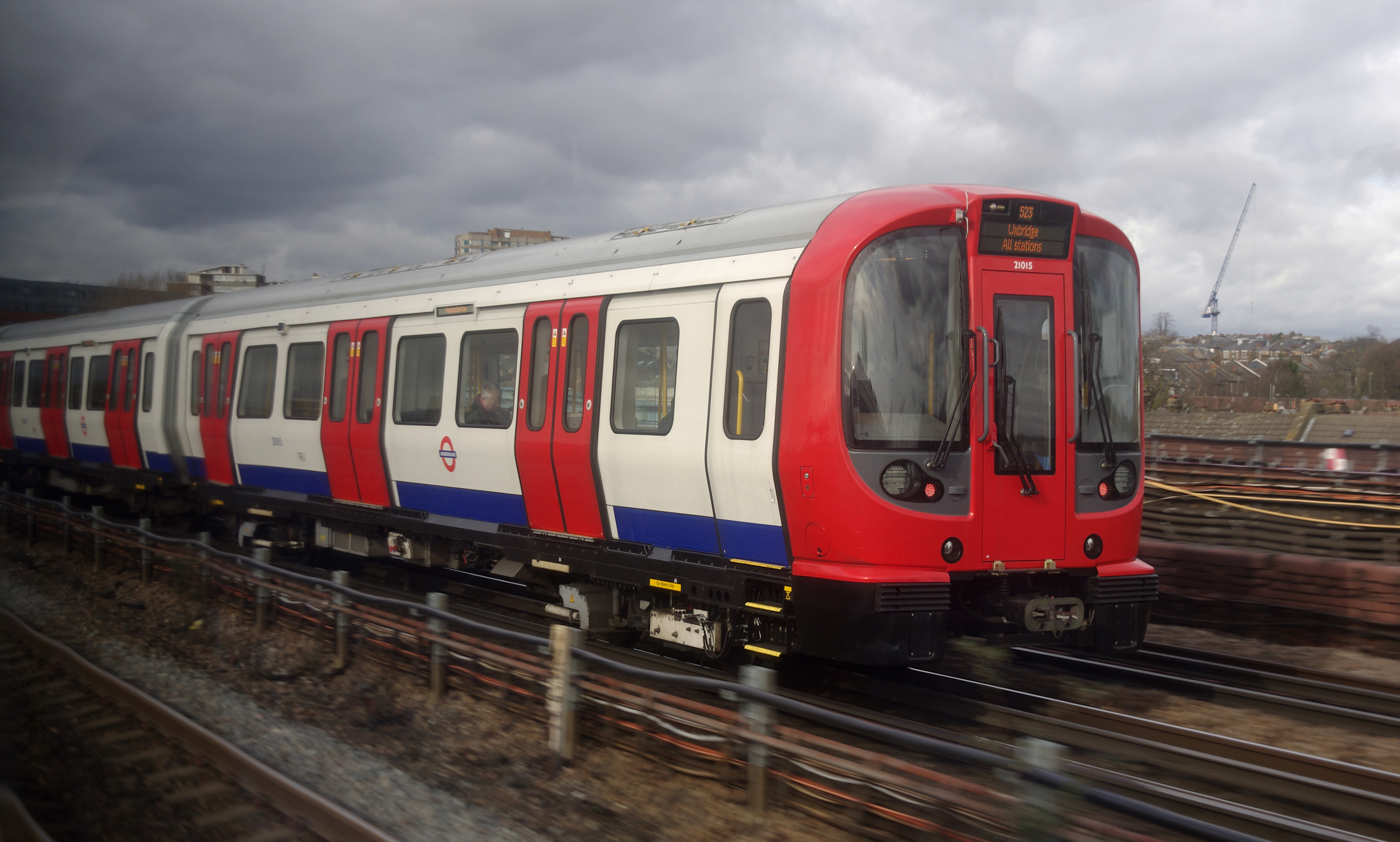
Nuevo tren de la serie S utilizado en la línea Metropolitan.

Los S8 Stock son trenes de pasajeros que forman parte de la flota S Stock del metro de Londres. Fueron diseñados específicamente para la Metropolitan Line, reemplazando al antiguo A60/A62 Stock que estuvo en servicio desde los años 60.
Características técnicas
- Fabricante: Bombardier Transportation (Derby, Inglaterra)
- Familia: Movia
- Cantidad de coches: 8 por tren (más que los S7 Stock)
- Longitud total: 133.68 metros
- Capacidad: Hasta 1.350 pasajeros (306 sentados, 1.044 de pie)
- Velocidad máxima: 100 km/h
- Sistema eléctrico: 750 V DC (cuarta vía)
- Frenado regenerativo: Devuelve hasta un 20 % de la energía al sistema
- Accesibilidad: Piso bajo, espacios para sillas de ruedas, puertas amplias
Tecnología y seguridad
- Control automático: Sistema CBTC (Communications-Based Train Control)
- Pantallas LED: Indicadores de destino, línea y patrón de parada (rápido, semi-rápido, todas las estaciones)
- Anuncios automatizados: Voz digital para estaciones y seguridad
- CCTV: Cámaras en todos los coches, visibles para el conductor
- Pasillos abiertos: Conexión entre coches para facilitar el movimiento
Historia y reemplazo
- Inicio de servicio en la Metropolitan Line: 31 de julio de 2010
- Reemplazo completo del A Stock: Septiembre de 2012
- Motivo del cambio: Mayor capacidad de pie, accesibilidad, eficiencia energética y confiabilidad
Operación en la Metropolitan Line
La Metropolitan Line conecta zonas suburbanas con el centro de Londres, incluyendo estaciones como Amersham, Watford, Uxbridge, Baker Street y Aldgate. Los S8 Stock están adaptados para trayectos más largos, por eso tienen:
- Asientos transversales para mayor comodidad
- Espacios para equipaje y mejor ventilación

- Indicadores externos que muestran el tipo de servicio (rápido o local)

## Estaciones

### Estaciones actualmente en servicio
En orden, de este a oeste
| Sección compartida con las líneas Circle y Hammersmith & City |            | |
| Estación | Fotografía | Información adicional |
| Aldgate |            | Término |
| Liverpool Street |            | |
| Moorgate |            | Los trenes procedentes del norte y del oeste pueden acabar aquí, pero no se realiza de forma regular según los horarios actuales |
| Barbican |            | |
| Farringdon |            | |
| King's Cross-St. Pancras |            | |
| Euston Square |            | |
| Great Portland Street |            | |
| Sección principal |            | |
| La línea Metropolitan se separa de las líneas Circle y Hammersmith & City al este de Baker Street, donde utilizan andenes separados, formando un ángulo de 45 grados con respecto a la trayectoria de las otras líneas. |            | |
| Baker Street |            | La mayoría de los trenes inician el trayecto hacia el norte desde esta estación |
| Finchley Road |            | Entre Finchley Road y Wembley Park la línea coincide con el trayecto de la línea Jubilee. En este tramo hay dos estaciones pertenecientes a la línea Jubilee (Willesden Grenn y Neasden) que tienen andenes para la línea Metropolitan, pero los trenes sólo paran en ellas cuando el servicio de la línea Jubilee no está disponible así como para algunos servicios al principio y al final de la jornada. |
| Wembley Park |            | En Wembley Park la línea pasa a tener de dos a cuatro vías, utilizando las vías exteriores para servicios rápidos. Los servicios rápidos (normalmente a Amersham) y los semirrápidos (normalmente a Watford) no se detienen en Preston Road ni en Northwitck Park. En horas punta tampoco se detienen en Wembley Park.                                                                                       |
| Preston Road |            | |
| Northwick Park |            | |
| Harrow-on-the-Hill |            | Desde esta estación la línea se divide en dos: la sección principal continúa hacia Northwood, y un ramal se dirige a Uxbridge. |
| Ramal hacia Uxbridge, desde Harrow-on-the-Hill |            | |
| West Harrow |            | |
| Rayners Lane |            | Desde este punto hasta Uxbridge, la línea se comparte con la línea Picadilly. |
| Eastcote |            | |
| Ruislip Manor |            | |
| Ruislip |            | |
| Ickenham |            | |
| Hillingdon |            | |
| Uxbridge |            | Término |
| Sección principal, desde Harrow-on-the-Hill hacia Northwood |            | |
| Después de Harrow-on-the-Hill, las vías se reagrupan en dos pares paralelos, las vías lentas (el par de vías más al norte) y las vías rápidas. El uso de las rápidas está compartido con la línea National Rail hasta Aylesbury (operada por Chiltern Railways) que corre de forma paralela. Las estaciones entre Harrow-on-the-Hill y Moor Park sólo tienen andenes para las vías lentas, y sólo se detienen trenes de servicios lentos y semirrápidos (los que usualmente se dirigen a Watford). |            | |
| North Harrow |            | |
| Pinner |            | |
| Northwood Hills |            | |
| Northwood |            | Última estación dentro del Gran Londres. |
| Moor Park |            | En Moor Park la línea se divide: las vías rápidas siguen la sección principal hacia Amersham, y las vías lentas se dirigen a Watford. |
| Ramal Watford, desde Moor Park |            | |
| Continuando desde Moor Park, existe una conexión en forma de triángulo que permite a los trenes circular entre Watford y Rickmansworth, y así lo hacen algunos trenes al inicio y al final de la jornada |            | |
| Croxley |            | |
| Watford |            | Término |
| Sección principal, desde Moor Park hacia Amersham y Chesham |            | |
| Las estaciones entre Rickmansworth y Amersham también son utilizadas por la mayoría de los trenes de la Chiltern Railways que se dirigen hacia Aylesbury. |            | |
| Rickmansworth |            | |
| Chorleywood |            | |
| Chalfont & Latimer |            | En este punto los trenes pueden continuar hasta Amersham o, en horas punta, seguir hacia un ramal separado hasta Chesham. El resto del tiempo existe un servicio de lanzadera entre Chalfont & Latimer y Chesham, lo que envuelve un intercambio para tomar los trenes provenientes de Amersham. La frecuencia del servicio entre Chalfont & Latimer y Chesham es de unos 30 minutos.                        |
| Chesham |            | Término |
| Amersham |            | Término |

### Antiguas estaciones, actualmente no operativas
Sector de St John's Wood
- Lord's (cerrada en 1939)
- Marlborough Road (cerrada en 1939)
- Swiss Cottage (cerrada en 1940)

Sector de Amersham
- Great Missenden (cerrada en 1961)
- Wendover (cerrada en 1961)
- Stoke Mandeville (cerrada en 1961)
- Aylesbury (cerrada en 1961)
- Waddesdon Manor (cerrada en 1936)
- Quainton Road railway station (sin servicio desde 1948; cerrada desde 1966)

Sector de Verney Junction
- Granborough Road (cerrada en 1936)
- Winslow Road (cerrada en 1936)
- Verney Junction (sin servicio desde 1936; cerrada desde 1967)

## Particularidades
La línea Metropolitan tiene enormes diferencias con el resto de líneas del Metro de Londres, lo que la acerca a parecerse más a una línea ferroviaria suburbana. Las razones principales son las siguientes:
- Solo seis millas (9,6 km) de la línea discurren bajo tierra. Las otras 35,5 millas (57 km) de la línea son en superficie.
- Mezcla servicios rápidos, semirrápidos y lentos, no presentes en el resto de líneas.
- Atraviesa la frontera del Gran Londres, adentrándose en los condados de Buckinghamshire y Hertfordshire.
- Tiene un ramal de vía única, no presente en el resto de líneas.
- Tiene estaciones en todas las zonas Travelcard de la ciudad, con excepción de la zona 3, siendo la única línea que sirve a zonas no contiguas.
- La mayoría de los expresos finalizan en la estación de Baker Street, situada en Marylebone Road, y no continúan hasta el centro de la ciudad, algo común en las principales líneas que se dirigen hacia el norte.
- Los vagones están equipados con asientos transversales, ganchos para paraguas y bandejas portaequipajes.
- Los tramos que discurren al norte de Harrow y de Rickmansworth están señalizados con indicadores del British Railway en vez de los pertenecientes al Metro de Londres.
- Es la línea más rápida, con largos tramos de velocidades entre las 50 y 60 millas por hora, siendo la velocidad normal de una línea de metro de 40 a 45 millas por hora.
- La línea sortea muchas estaciones del noroeste de Londres, actualmente conectadas por la línea Jubilee.
- Tiene un horario especial para disfrutar de la caída de las hojas en otoño e invierno, debido a la gran cantidad de bosques que atraviesa.
- Es la única línea del Metro de Londres que tiene publicado el horario entero en lugar de las frecuencias.

## Servicio actual
A diferencia del resto de líneas del Metro, la línea Metropolitan cuenta con servicios expresos, o rápidos. Tan sólo la línea Piccadilly cuenta con un servicio rápido entre Hammersmith y Turham Green/Acton Town, dejando el servicio de las líneas intermedias para la línea District. El resto de servicios de la Piccadilly paran en todas las estaciones que encuentran en la ruta. De igual modo, la línea Metropolitan no sirve a las estaciones entre Finchley Road y Wembley Park, dejándolas para la línea Jubilee.
En general, los servicios rápidos se dirigen a Amersham; paran en Baker Street, Finchley Road, Wembley Park, Harrow-on-the-Hill, Moor Park y a partir de ahí en todas las estaciones. Además, existen servicios semirrápidos, generalmente a horas punta, que paran en las mismas estaciones que los servicios rápidos hasta Harrow-on-the-Hill, para detenerse en todas las estaciones a partir de ese punto.
El servicio actual, fuera de las horas punta, es el siguiente:
- 6 tph: Uxbridge a Aldgate (parada en todas las estaciones).
- 6 tph: Watford a Baker Street (parada en todas las estaciones).
- 4 tph: Amersham a Baker Street (servicio rápido). En esta sección circulan, con una frecuencia de 2 tph, trenes de la Chiltern Railways entre Marylebone y Aylesbury, alcanzando así los 6 tph entre Amersham y Londres.
- 2 tph: Chesham a Chalfont & Latimer.

(tph = trenes por hora)
El Metro de Londres ha propuesto reducir el servicio a Amersham de 4tph a 2tph, mientras que Chesham seguirá con 2tph.
Durante las horas punta el servicio puede variar bastante. Los trenes pueden salir de Aldgate y dirigirse a cualquier destino, y cualquier estación término convertirse en una mezcla entre servicios rápidos y semirrápidos, que generalmente no paran en Wembley Park, pero sí en el resto de estaciones. Además, existen trenes directos entre Chesham y Londres. Se realizan algunos servicios a primera hora de la mañana y a última de la tarde entre Rickmansworth y Watford.
La línea Metropolitan es la única que no tiene conexión con la línea District, ya que parte de su entramado fue integrado dentro de las líneas Circle y Hammersmith & City.

## Vapor en elMet
En 1989 tuvo lugar la celebración de los cien años de funcionamiento de la línea Metropolitan hasta Chesham, bajo el lema "Vapor en el Met", en referencia a la línea Metropolitan. Para celebrarlo, se habilitó un tren a vapor de la época inaugural que estuvo funcionando durante dos fines de semana seguidos entre Chesham y Watford.
El evento tuvo tanto éxito que, en 1990, el Metro de Londres decidió repetirlo entre las estaciones de Harrow y Amersham. También se utilizó en mayo de 1992 para la celebración de los cien años de llegada del metro a la estación de Amersham. Asimismo, en 1995, se decidió poner en circulación estos trenes entre las estaciones de Amersham y Watford.
Las máquinas a vapor utilizadas para estos recorridos fueron las BR Standard Class 4, BR standard class 5, and GWR Pannier. En los andenes de la estación de Rickmansworth se exhibieron de forma estática otros modelos. En principio, el Metro de Londres alquilo estos antiguos ingenios a la compañía ferroviaria British Railways, pero luego descubrió que le salía más rentable comprarlos directamente.
Debido a la privatización de las líneas del Metro de Londres, el último viaje en tren a vapor se realizó en el año 2000. Sin embargo, desde el año 2007, se vienen realizando viajes especiales en la línea Metropolitan utilizando locomotoras eléctricas Sarah Siddons, y las diésel Class 20.

## Planes de futuro

### Enlace al Croxley Rail
Transport for London y las autoridades del condado de Hertfordshire estuvieron desarrollando planes para separar la línea desde la actual estación de Watford y dirigirla a través del ramal Croxley Green, actualmente en desuso, hasta Watford Junction. Se dijo en 2005 que el enlace estaría operativo en 2010, pero debido a problemas de financiación se ha tenido que postponer el proyecto y en la actualidad está detenido.
La estación actual se encuentra en una urbanización en la zona de Cassiobury Park, en lugar de la actual Watford en el centro de la localidad. Se planea construir dos nuevas estaciones en el trazado en desuso.

### Reorganización
Como parte de una revisión de las líneas bajo superficies, se planea crear una ruta entre Uxbridge y Barking utilizando los trenes de la Metropolitan. Así se reemplazaría el servicio de la línea Hammersmith & City, la cual se planea fusionar con la línea Circle. Sin embargo, este hecho implicaría la adquisición de nuevos vehículos o la realización de obras, debido a la diferencia de ancho de vía que actualmente significa no utilizar vehículos de la línea Metropolitan al este de Aldgate.

### Amersham y Chesham
En mayo de 2008 se revisó el horario de la línea Metropolitan con el fin de realizar cambios en los horarios de las estaciones de Amersham y Chesham. Sin embargo, esto no afectaría a los trenes de hora punta entre las 7 y las 8 de la mañana y entre las seis y las siete de la tarde.
Chesham
Actualmente solo dos trenes por cada hora punta operan entre Chesham y Baker Street. La remodelación del horario en esta línea incrementaría en dos el número de trenes por hora cada día.
Amersham
Debido al incremento del servicio hacia Chesham, se tendría que rebajar de cuatro a dos trenes por hora el actual servicio hacia Amersham. Los servicios de la compañía Chiltern Railways (con dos trenes por hora, salvo los domingos en que opera con uno por hora) no se vería afectado.